# 米切什蒂鄉
44°57′N 24°52′E / 44.950°N 24.867°E
米切什蒂鄉（羅馬尼亞語：Comuna Micești, Argeș），是羅馬尼亞的鄉份，位於該國中南部，由阿爾傑什縣負責管轄，面積44平方公里，海拔高度397米，2007年人口4,377，人口密度每平方公里99人。